# Rare (album)
Rare to instrumentalny album progresywno rockowego zespołu Asia.
Utwory 1-16 zostały nagrane w 1997 na potrzeby filmu dokumentalnego "Salmon - Against The Tides", a pozostałe utwory zostały nagrane z myślą o grze firmy Sega, która jednak nie została wydana. Na płycie zagrało jedynie 2 muzyków z Asia, John Payne i Geoff Downes. Ten album był pierwszym w historii zespołu, którego tytuł nie rozpoczynał się literą "A".

## Lista utworów
1. The Waterfall (0:56)
2. The Journey Begins (1:43)
3. The Seasons (2:12)
4. The Gods (1:28)
5. The Whales (2:16)
6. The Journey Continues (1:21)
7. The Reservation (2:58)
8. The Bears (2:13)
9. Under The Seas (1:54)
10. At The Graveyard (1:14)
11. Downstream (2:17)
12. The Ghosts (2:56)
13. The Sun (0:34)
14. The Moon (1:08)
15. The Sharks (2:34)
16. The Journey Ends (0:33)
17. The Indians (2:55)
18. The Angels (2:52)
19. The Horizons (3:13)
20. To The Deep (3:27)
21. The Game (3:52)
22. The Exodus (4:25)

## Twórcy
- John Payne – gitara, gitara basowa
- Geoff Downes – keyboard